# Constantin Meissner
Constantin Meissner (n. 27 mai 1854, Iași – d. 9 septembrie 1942, Iași) a fost un pedagog și om politic român, membru de onoare (1934) al Academiei Române.
A fost căsătorit cu activista feministă Elena Meissner.

## Bibligrafie
- N.C. Enescu, Constantin Meissner, pedagog al școlii poporului, București, Editura didactică și pedagogică, 1971